# Казахський степ
Казахський степ або киргизький степ (каз. Qazaq dalasy, Қазақ даласы, також Uly dala, Ұлы дала) — великий регіон відкритого степу у північному Казахстані і прилеглих теренах Росії, простягається на заході до Понтійського степу і на сході до Степу Емельської долини, з яким він утворює великий Євразійський степ.

## Географія

### Розташування
Степ тягнеться більш ніж на 2200 км на схід від Прикаспійської западини і на північ від Аральського моря, до Алтаю. Це найбільший регіон сухих степів на землі, займаючи близько 804500 км². Більша частина степу є або напівпустелею або пустелею.
Понтійський степ розташовано на заході та північному заході. На півночі та північному сході Казахського степу лежить Казахський лісостеп, екорегіон де зустрічаються соснові бори та луки, що є переходом від казахського степу і лісів Сибіру. На півдні лежить казахська напівпустеля і Казахський дрібносопковик.

### Клімат

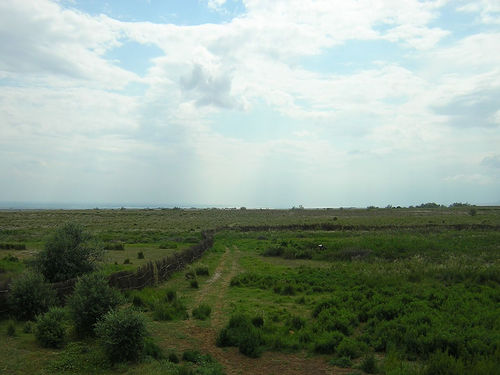
Степ у Східному Казахстані

Регіон отримує 200—400 мм опадів в середньому за рік. Середня температура в липні коливається 20°C — 26 °C, і-12 °C до —18 °C в січні. Вельми потужні вітри.
| Клімат Нур-Султан       | Клімат Нур-Султан | Клімат Нур-Султан | Клімат Нур-Султан | Клімат Нур-Султан | Клімат Нур-Султан | Клімат Нур-Султан | Клімат Нур-Султан | Клімат Нур-Султан | Клімат Нур-Султан | Клімат Нур-Султан | Клімат Нур-Султан | Клімат Нур-Султан | Клімат Нур-Султан |
| Показник                | Січ.              | Лют.              | Бер.              | Квіт.             | Трав.             | Черв.             | Лип.              | Серп.             | Вер.              | Жовт.             | Лист.             | Груд.             | Рік               |
| Абсолютний максимум, °C | 4                 | 5                 | 22                | 30                | 36                | 40                | 42                | 39                | 36                | 27                | 19                | 5                 | 42                |
| Середній максимум, °C   | −12               | −11               | −4                | 9                 | 19                | 25                | 27                | 24                | 18                | 8                 | −2                | −9                | 7                 |
| Середня температура, °C | −15               | −15               | −9                | 5                 | 13                | 19                | 21                | 18                | 12                | 4                 | −6                | −12               | 3                 |
| Середній мінімум, °C    | −21               | −21               | −15               | −2                | 5                 | 11                | 13                | 11                | 5                 | −1                | −11               | −18               | −3                |
| Абсолютний мінімум, °C  | −52               | −49               | −38               | −28               | −11               | −2                | 2                 | −2                | −8                | −26               | −39               | −44               | −52               |
| Норма опадів, мм        | 22                | 14                | 19                | 21                | 31                | 40                | 50                | 37                | 26                | 27                | 20                | 22                | 327               |
| ----------------------- | ----------------- | ----------------- | ----------------- | ----------------- | ----------------- | ----------------- | ----------------- | ----------------- | ----------------- | ----------------- | ----------------- | ----------------- | ----------------- |

### Флора
Через малу кількість опадів, степ має замало дерев, і складається з полів і великих, піщаних масивів.

### Фауна
Тварини, поширені в степах Казахстану: сайгаки, азійські сарни, вовки, лисиці, борсуки, піщанки Meriones unguiculatus, степові черепахи.